# IC 3370
IC 3370 est une vaste galaxie elliptique située dans la constellation du Centaure. Sa vitesse par rapport au fond diffus cosmologique est de 3 228 ± 32 km/s, ce qui correspond à une distance de Hubble de 47,6 ± 3,4 Mpc (∼155 millions d'al). Elle a été découverte par l'astronome américain Lewis Swift en 1898.
Selon la base de données Simbad, IC 3370 est une galaxie LINER, c'est-à-dire une galaxie dont le noyau présente un spectre d'émission caractérisé par de larges raies d'atomes faiblement ionisés.
À ce jour, près d'une quarantaine de mesures non basées sur le décalage vers le rouge (redshift) donnent une distance de 35,859 ± 8,524 Mpc (∼117 millions d'al), ce qui est tout juste à l'extérieur des valeurs de la distance de Hubble.

## Groupe de NGC 4696
Selon A.M. Garcia, IC 3370 est un membre du groupe de NGC 4696 qui compe au moins 21 galaxies. Les autres galaxies du New General Catalogue et de l'Index Catalogue de ce groupe sont NGC 4373, NGC 4499, NGC 4507, NGC 4553, NGC 4573, NGC 4601, NGC 4650, NGC 4672, NGC 4667, NGC 4681, NGC 4683, NGC 4696, NGC 4729, NGC 4743, NGC 4744, NGC 4767, NGC 4811, NGC 4812, NGC 4832 et IC 3290.
Le groupe de NGC 4696 fait partie de l'amas du Centaure, un des amas du superamas de l'Hydre-Centaure.